# Peng!
Peng! é o álbum de estréia do grupo de post rock Stereolab.

## Faixas
1. "Super Falling Star" – 3:16
2. "Orgiastic" – 4:44
3. "Peng! 33" – 3:03
4. "K-Stars" – 4:04
5. "Perversion" – 5:01
6. "You Little Shits" – 3:25
7. "The Seeming and the Meaning" – 3:48
8. "Mellotron" – 2:47
9. "Enivrez-Vous" – 3:51
10. "Stomach Worm" – 6:35
11. "Surrealchemist" – 7:13

## Créditos
Participarem das gravações:
- Laetitia Sadier - vocal.
- Tim Gane - guitarra, órgão Farfisa, Moog.
- Joe Dilworth - bateria.
- Martin Kean - baixo.